# Xã Lynn, Quận Knox, Illinois
Xã Lynn (tiếng Anh: Lynn Township) là một xã thuộc quận Knox, tiểu bang Illinois, Hoa Kỳ. Năm 2010, dân số của xã này là 309 người.